# Источни Тимор на Светском првенству у атлетици на отвореном 2019.
Источни Тимор је учествовао на 17. Светском првенству у атлетици на отвореном 2019. одржаном у Дохи од 27. септембра до 6. октобра трећи пут. Репрезентацију Источног Тимора представљао је један такмичар који се такмичио у трци на 800 метара. , 
На овом првенству такмичар Источног Тимора није освојио ниједну медаљу нити је остварио неки резултат.

## Учесници
Мушкарци:
- Роберто Бело Амарал Соарес — 800 м

## Резултати

### Мушкарци
| Атлетичар                  | Дисциплина | Лични рекорд | Квалификације | Квалификације | Полуфинале           | Полуфинале           | Финале               | Финале       | Детаљи |
| Атлетичар                  | Дисциплина | Лични рекорд | Резултат      | Место         | Резултат             | Место                | Резултат             | Место        | Детаљи |
| -------------------------- | ---------- | ------------ | ------------- | ------------- | -------------------- | -------------------- | -------------------- | ------------ | ------ |
| Роберто Бело Амарал Соарес | 800 м      | 1:58,08      | 2:02,43       | 8. у гр 3     | Није се квалификовао | Није се квалификовао | Није се квалификовао | 44 / 44 (46) |        |